# 武田郁夫
武田 郁夫（たけだ いくお、1923年4月6日 - 2012年7月4日）は、日本の製造技術者、実業家。タケダ理研工業（現在のアドバンテスト）創業者。

## 経歴
愛知県出身。1943年4月に日本大学旧工学部電気科に入学した。1944年に学徒動員により逓信省電気試験所（現在の産業技術総合研究所）の神代分室に勤務した。
1945年日本大学電気工学科卒。戦後の1945年11月に電気試験所に正式に採用された。
1950年11月にレッドパージにより電気試験所を退職し、千野製作所（現在のチノー）を退職した3人の技術者とともに八島製作所を創業した。
その後、1954年6月に愛知県豊橋市でタケダ理研工業株式会社を設立した。

## 寄付活動など
2001年4月に財団法人武田計測先端地財団を設立した（2023年1月31日に解散）。同財団は工学知の創造とその活用に対して武田賞を授与していた。
2003年に東京大学の浅野キャンパスに建設された武田先端知ビルは、武田郁夫の寄付により建設された建物である。